# Satō Eisaku
Satō Eisaku (佐藤 榮作 (Tá Đằng Vinh Tác)  27 tháng 3 năm 1901  –  3 tháng 6 năm 1975) là một chính trị gia Nhật Bản, từng là Thủ tướng Nhật Bản 3 nhiệm kì liên tục trong thời gian từ 9 tháng 11 năm 1964 đến 7 tháng 7 năm 1972. Ông là Thủ tướng tại nhiệm lâu thứ ba trong lịch sử Nhật Bản với 2798 ngày (chỉ sau Abe Shinzō và Katsura Tarō).
Satō gia nhập Quốc hội năm 1949 với tư cách là thành viên của Đảng Tự do. Dần dần thăng tiến trong chính trường Nhật Bản, ông nắm giữ một loạt chức vụ trong nội các. Năm 1964, ông kế nhiệm Ikeda Hayato làm thủ tướng, trở thành thủ tướng đầu tiên sinh vào thế kỷ 20.
Nhật Bản dưới thời của ông đã có sự tăng trưởng kinh tế vượt bậc thời hậu chiến. Báo chí thường gọi thời kỳ này là "Thần kỳ Nhật Bản". Ông đã sắp xếp để chính thức trao trả lại Okinawa (Quần đảo Ryukyu; bị Hoa Kỳ chiếm đóng kể từ khi kết thúc Chiến tranh thế giới thứ hai) dưới sự kiểm soát của Nhật Bản. Năm 1974, ông được trao giải Nobel Hòa bình vì có công đề xuất ba nguyên tắc phi hạt nhân và đưa Nhật Bản tham gia vào Hiệp ước không phổ biến vũ khí hạt nhân.

## Xuất thân

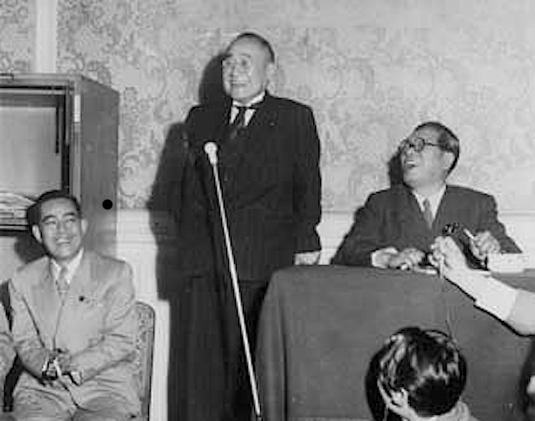
Từ bên trái là Sato (lúc đó là Bộ trưởng Bộ Xây dựng), Thủ tướng Yoshida Shigeru và Chủ tịch Đảng Ozawa Saeki (1953)

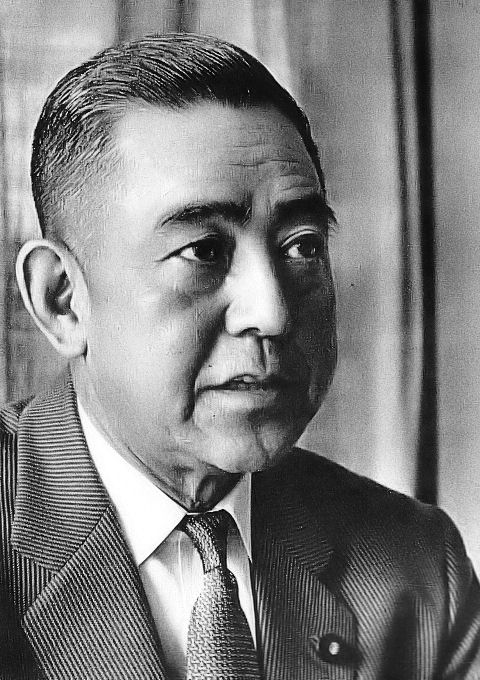
Satō Eisaku năm 1961

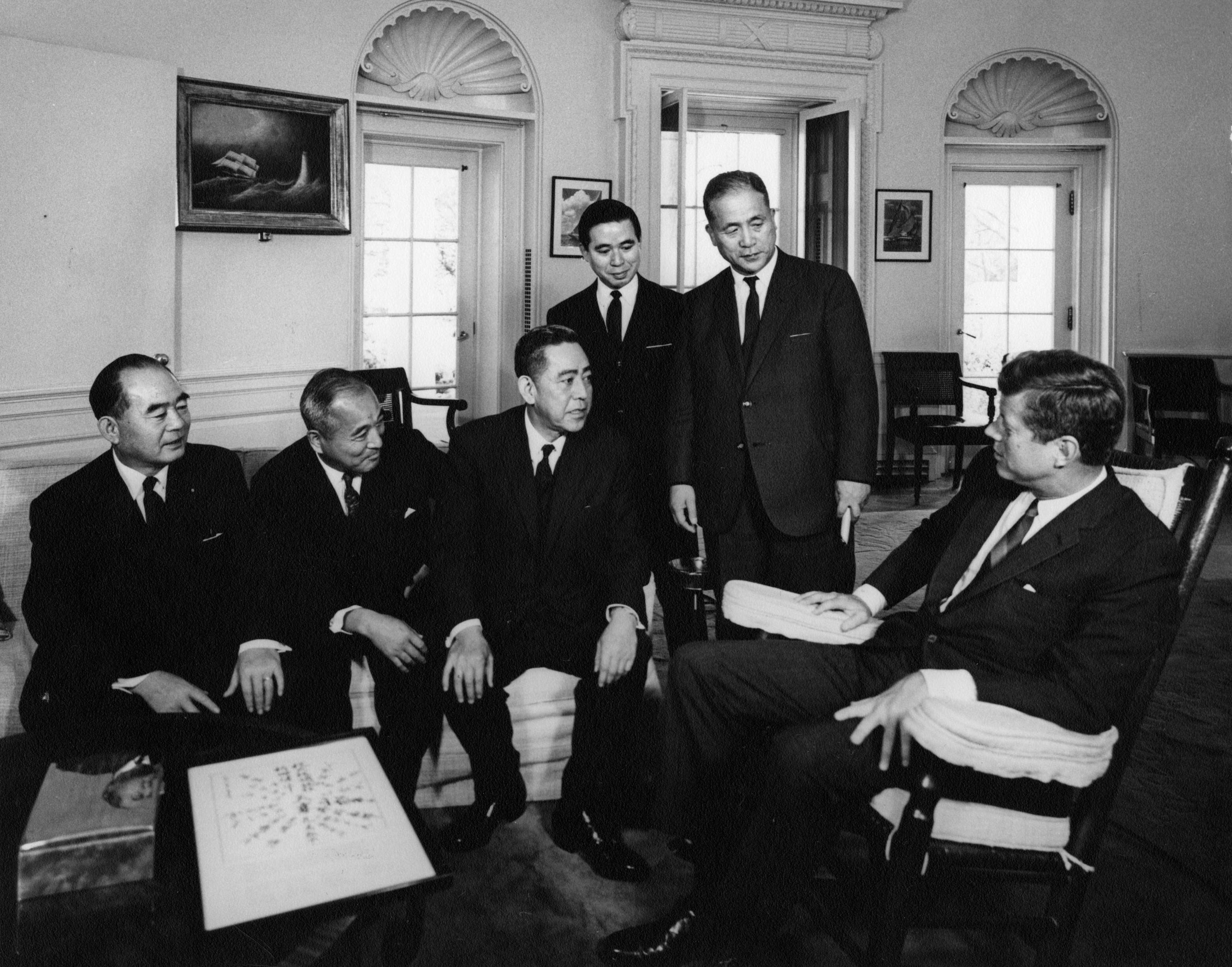
Satō gặp Tổng thống Hoa Kỳ John F. Kennedy tại Phòng Bầu dục Nhà Trắng năm 1962

Satō Eisaku sinh ngày 3 tháng 6 năm 1901 tại thị trấn Tabuse, tỉnh Yamaguchi, là con trai thứ ba của doanh nhân Satō Hidesuke và vợ Moyo. Cha ông vốn là nhân viên văn phòng chính quyền tỉnh Yamaguchi, sau đó xin thôi việc vào năm 1898 và về nhà làm nghề nấu rượu. Ông cố của Sato là một samurai của phiên Chōshū, với tầm ảnh hưởng to lớn của họ trong thời kỳ Minh Trị ở Nhật Bản, phục vụ qua nhiều đời thủ tướng trong 2 thời kỳ Minh Trị và Đại Chính đến tới từ Yamaguchi hơn bất kỳ tỉnh nào khác. Hai anh trai của ông là Satō Ichirō, người sẽ trở thành phó đô đốc và Kishi Nobusuke, người từng giữ chức thủ tướng giai đoạn từ năm 1957-1960.
Satō Eisaku đi học ở quê, đến trung học phổ thông thì chuyển tới Nagoya để học. Tại đây, ông học cùng và trọ cùng ký túc xá với Ikeda Hayato.
Năm 1921, Sato trúng tuyển vào học ngành luật pháp tại Khoa Luật Đại học Đế quốc Tokyo (nay là Đại học Tokyo).
Tháng 12 năm 1923, Sato thi đỗ trong kỳ thi tuyển công chức cao cấp của Chính phủ. Tháng 4 năm 1924, Sato tốt nghiệp đại học vào làm việc ở Bộ Đường sắt. Từ năm 1934, ông đi du học hai năm với tư cách là nhà nghiên cứu ở nước ngoài. Sato đã dành năm đầu tiên ở Mỹ và năm thứ hai ở Châu Âu. Chủ đề nghiên cứu là "Giao thông vận tải ở Châu Âu và Châu Mỹ". Khi làm việc tại New York và London, ông đã đi du lịch nhiều nơi trên khắp Hoa Kỳ, bao gồm Canada, Mexico, Vương quốc Anh, Thụy Sĩ, Đức, Pháp và Ý.
Năm 1940, ông trở thành Vụ trưởng Vụ Tổng hợp của Cục Giám sát Bộ Đường sắt, và năm sau đó trở thành Cục trưởng Cục Giám sát, nơi ông làm việc tích cực để ban hành Đạo luật Điều chỉnh Kinh doanh Vận tải Đường bộ và thực thi Đạo luật Điều chỉnh Kinh doanh Vận tải Đường bộ. Pháp lệnh Kiểm soát Giao thông Đường bộ nhằm thúc đẩy việc hợp nhất chính sách của các công ty đường sắt và xe buýt trên toàn quốc. Vào thời điểm đó, Tokuji Hayakawa và Keita Goto đang cạnh tranh quyền kiểm soát Đường sắt ngầm Tokyo (nay là Tàu điện ngầm Tokyo), nhưng chính phủ đã thành lập Tập đoàn Vận tải Nhanh Teito (Tàu điện ngầm Eidan) dựa trên luật tương tự vào năm 1941. Tôi đã đứng ra làm trung gian cho việc này. Vào thời điểm này, Sato dẫn đầu sáng kiến này với ý tưởng rằng "nên chấm dứt sự cạnh tranh vô ích giữa hai công ty đường sắt tư nhân và họ nên hợp nhất thành một công ty đường sắt duy nhất".
Tháng 4 năm 1944, Sato đã thăng tiến đến vị trí Cục trưởng Cục Đường sắt Osaka.
Năm 1947, được mời làm thứ trưởng Bộ Giao thông vận tải trong Nội các của Katayama Tetsu, nhưng Sato từ chối. Năm 1948, Sato thôi làm công chức và gia nhập Đảng Dân chủ Tự do, chính thức bắt đầu sự nghiệp chính trị.
Satō gia nhập Quốc hội vào năm 1949 với tư cách là thành viên của Đảng Tự do.
Ông từng là Bộ trưởng của Dịch vụ Bưu chính và Viễn thông từ tháng 7 năm 1951 đến tháng 7 năm 1952. Sato từng bước thăng tiến trong các cấp chính trị Nhật Bản, trở thành Chánh văn phòng nội các cho đến thời của thủ tướng Shigeru Yoshida từ tháng 1 năm 1953 đến tháng 7 năm 1954. Sau đó ông giữ chức bộ trưởng xây dựng từ tháng 10 năm 1952 đến tháng 2 năm 1953.
Sau khi Đảng Tự do hợp nhất với Đảng Dân chủ Nhật Bản để thành lập Đảng Dân chủ Tự do, Satō giữ chức chủ tịch hội đồng điều hành đảng từ Tháng 12 năm 1957 đến tháng 6 năm 1958. Satō trở thành Bộ trưởng Bộ Tài chính trong nội các của Kishi Nobusuke (anh trai của ông) vào năm 1958-1960  Với tư cách là bộ trưởng tài chính, Satō yêu cầu Mỹ tài trợ cho những người bảo thủ.
Từ tháng 7 năm 1961 đến tháng 7 năm 1962, Satō là Bộ trưởng Thương mại Quốc tế và Công nghiệp. Từ tháng 7 năm 1963 đến tháng 6 năm 1964, ông đồng thời là người đứng đầu Cơ quan Phát triển Hokkaidō và của Cơ quan Khoa học và Công nghệ.

## Thủ tướng (1964-1972)

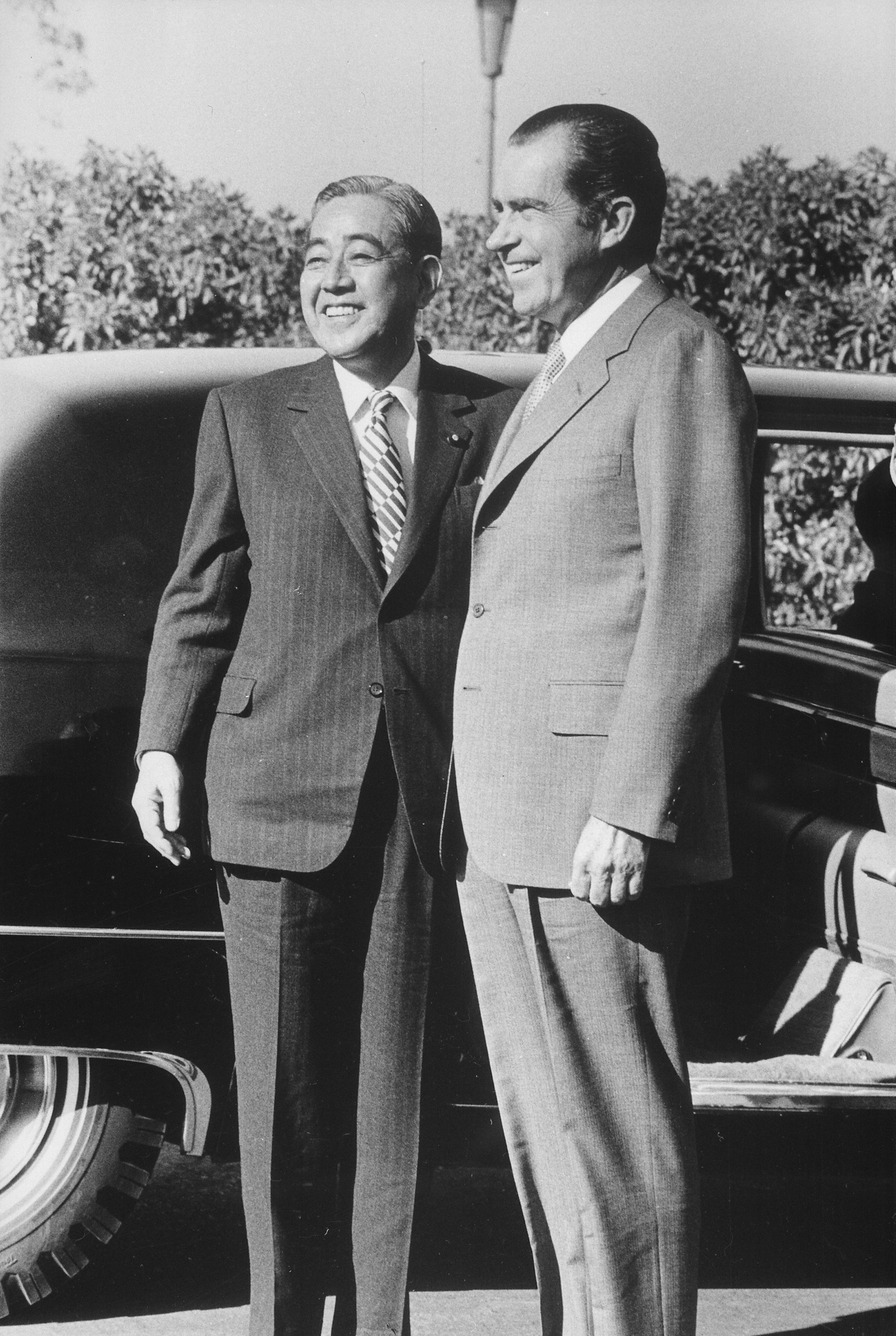
Satō đã thương lượng với tổng thống Hoa Kỳ Richard Nixon để trả lại tỉnh Okinawa.

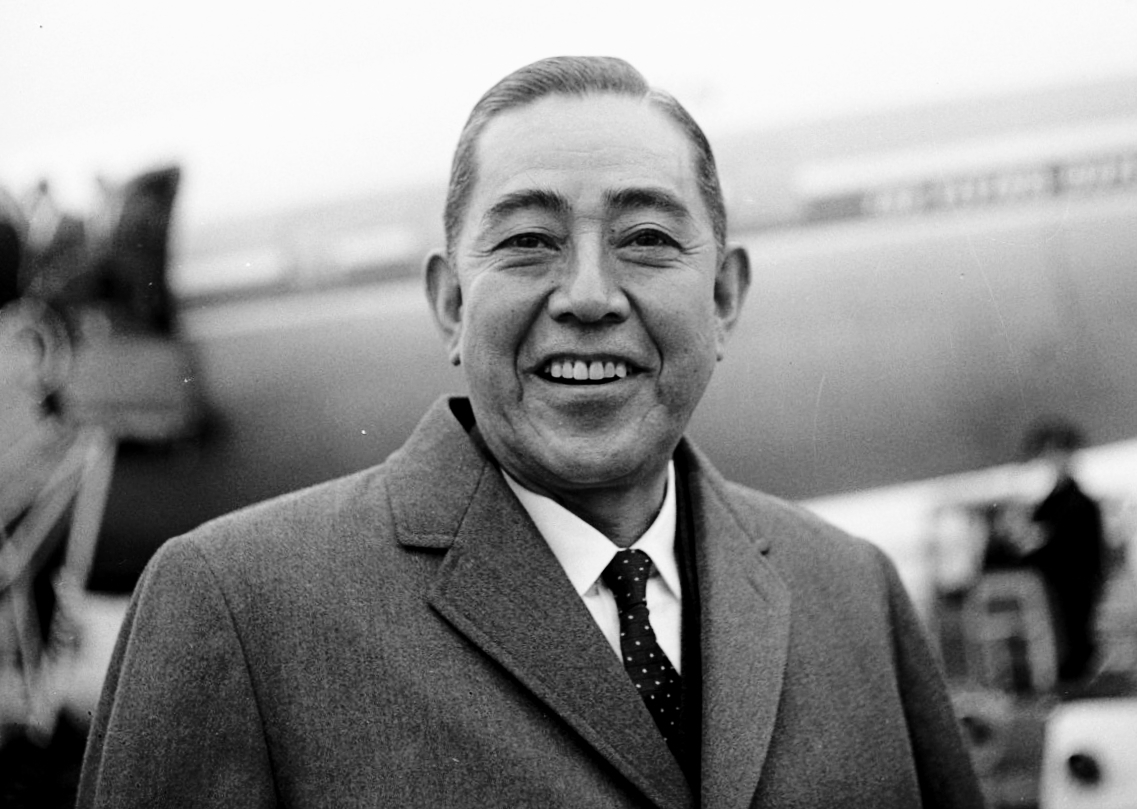
Satō tại Sân bay Amsterdam Schiphol tháng 10 năm 1963

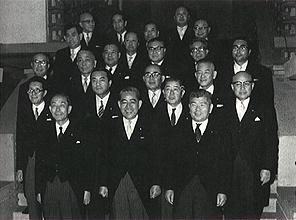
Nội các Sato năm 1970

Satō và Ikeda là đồng minh của Yoshida Shigeru, tuy nhiên Satō lại có quan điểm chỉ trích chính quyền Ikeda. Ngược lại, những người ủng hộ đảng của Ikeda như Kono Ichiro và Ono Tomotsumi lại ủng hộ chính quyền Ikeda, và Kono đặc biệt thân thiết với Ikeda, và Kono đặt nhiều hy vọng vào việc chuyển giao từ Ikeda trong tương lai. Satō, với sự hậu thuẫn của Yoshida, đã cố gắng ép Ikeda từ bỏ trong cuộc bầu cử nhiệm kỳ thứ ba của Chủ tịch Đảng Dân chủ Tự do, nhưng Ikeda không bỏ cuộc. Cuối cùng, ông Ikeda đã phải rút lui vì ông phát hiện bản thân mắc bệnh ung thư thanh quản và dọn đường cho Satō Eisaku trở thành Chủ tịch Đảng Dân chủ Tự do và Thủ tướng kế nhiệm.
Satō kế nhiệm Ikeda sau khi người này từ chức vì sức khỏe kém, đồng thời ông cũng là thủ tướng Nhật Bản đầu tiên sinh ra vào thế kỷ 20. Chính phủ của ông kéo dài hơn nhiều chính phủ khác, và đến cuối những năm 1960, ông ta dường như nắm quyền kiểm soát một tay đối với toàn bộ chính phủ Nhật Bản. Ông là một thủ tướng phổ biến do nền kinh tế đang phát triển; chính sách đối ngoại của ông, vốn là một hành động cân bằng giữa lợi ích của Hoa Kỳ và Trung Quốc, là viển vông hơn. Sự cực đoan hóa chính trị của sinh viên đã dẫn đến nhiều cuộc phản đối chống lại sự ủng hộ của Satō đối với Hiệp ước An ninh Hoa Kỳ-Nhật Bản, và sự ủng hộ ngầm của Nhật Bản đối với Hoạt động quân sự của Hoa Kỳ tại Việt Nam. Những cuộc biểu tình này mở rộng thành các cuộc bạo động lớn, cuối cùng buộc Satō phải đóng cửa Đại học Tokyo danh giá trong một năm vào năm 1969.
Sau ba nhiệm kỳ thủ tướng, Satō quyết định không tranh cử lần thứ tư. Người kế nhiệm hiển nhiên của ông là Fukuda Takeo, đã giành được sự ủng hộ của phe Satō trong cuộc bầu cử của Quốc hội Nhật Bản sau đó, nhưng Bộ trưởng Bộ trưởng Thương mại Quốc tế và Công nghiệp Tanaka Kakuei lại trở nên được yêu mến và ủng hộ nhiều hơn, đã giành được đa số phiếu bầu trở thành Thủ tướng kế nhiệm, chấm dứt sự thống trị của phe Satō.

### Mối quan hệ với Trung Quốc và Đài Loan
Satō là thủ tướng cuối cùng của Nhật Bản đến thăm Đài Loan trong nhiệm kỳ của mình. Năm 1965, Satō phê duyệt khoản vay 150 triệu đô la Mỹ cho Đài Loan. Ông đến thăm Đài Bắc vào tháng 9 năm 1967. Năm 1969, Satō nhấn mạnh rằng việc bảo vệ Đài Loan là cần thiết cho sự an toàn của Nhật Bản. Satō đi theo Hoa Kỳ trong hầu hết các vấn đề lớn, nhưng Satō phản đối chuyến thăm của Nixon đến Trung Quốc. Satō cũng gay gắt phản đối sự gia nhập của Cộng hòa Nhân dân Trung Hoa vào Liên hợp quốc vào năm 1971.

### Quan hệ với Hàn Quốc
Vào ngày 22 tháng 6 năm 1965, chính phủ Satō và Hàn Quốc dưới quyền Park Chung Hee đã ký Hiệp ước về quan hệ cơ bản giữa Nhật Bản và Hàn Quốc, bình thường hóa quan hệ giữa Nhật Bản và Hàn Quốc trong lần đầu tiên. Mối quan hệ với Nhật Bản trước đây chưa được thiết lập chính thức kể từ phi thực dân hóa và sự chia cắt của Hàn Quốc vào cuối Thế chiến thứ hai.

### Các vấn đề hạt nhân
Vào những năm 1960, Sato cho rằng Nhật Bản cần vũ khí hạt nhân để sánh ngang với Trung Quốc, nhưng Hoa Kỳ phản đối điều đó. Chính quyền Johnson đã thúc ép Nhật Bản ký Hiệp ước không phổ biến vũ khí hạt nhân, chấm dứt tham vọng hạt nhân của Nhật Bản.
Satō đưa ra Ba nguyên tắc phi hạt nhân vào ngày 11 tháng 12 năm 1967, có nghĩa là không sản xuất, không sở hữu và không giới thiệu vũ khí hạt nhân. Sau đó, ông đề xuất "Chính sách hạt nhân bốn trụ cột".  Trong thời gian làm thủ tướng Satō, Nhật Bản đã tham gia Hiệp ước không phổ biến vũ khí hạt nhân. Chế độ ăn kiêng đã thông qua một nghị quyết chính thức áp dụng các nguyên tắc vào năm 1971. Vì điều này, ông đã nhận được Giải Nobel Hòa bình vào năm 1974.
Tuy nhiên, các cuộc điều tra gần đây cho thấy đằng sau hậu trường, Satō tỏ ra dễ chịu hơn đối với các kế hoạch của Mỹ về việc đồn trú vũ khí hạt nhân trên đất Nhật Bản. Vào tháng 12 năm 2008, chính phủ Nhật Bản giải mật một tài liệu cho thấy trong chuyến thăm Hoa Kỳ vào tháng 1 năm 1965, ông đã thảo luận với các quan chức Hoa Kỳ về khả năng sử dụng vũ khí hạt nhân chống lại Cộng hòa Nhân dân Trung Hoa. Vào tháng 12 năm 2009, con trai ông báo cáo rằng cha ông đã đồng ý trong một cuộc trò chuyện vào tháng 11 năm 1969 với Tổng thống Hoa Kỳ Nixon cho phép đồn trú các đầu đạn hạt nhân ở Okinawa sau khi nó được khôi phục thuộc chủ quyền của Nhật Bản.

### Các vấn đề ở Okinawa
Kể từ khi Chiến tranh thế giới thứ hai kết thúc, Okinawa đã bị Hoa Kỳ chiếm đóng. Trong khi thăm Hoa Kỳ vào tháng 1 năm 1965, Satō công khai yêu cầu Tổng thống Lyndon B. Johnson trả lại Okinawa cho Nhật Bản. Vào ngày 19 tháng 8 năm 1965, ông đưa ra tuyên bố tại Sân bay Naha nêu rõ: "Trừ khi Okinawa được trả lại quê hương, thời kỳ hậu chiến của đất nước chúng ta sẽ không kết thúc", thể hiện rõ ý định trả lại Okinawa. Có một giai thoại kể rằng khi ông bắt đầu nghiên cứu Okinawa để chuẩn bị cho Hội nghị Johnson vào tháng 1 năm 1965, ông đã hỏi một phụ tá thân cận: "Người Okinawa nói tiếng Nhật hay tiếng Anh?" và đã rất ngạc nhiên; ông đã đạt được kết quả khi còn đương chức. Vào tháng 8 năm 1965, Satō trở thành thủ tướng đầu tiên của Nhật Bản thời hậu chiến đến thăm Okinawa.
Năm 1969, Satō đạt được thỏa thuận với tổng thống Hoa Kỳ Richard Nixon để hồi hương Okinawa và loại bỏ vũ khí hạt nhân của nước này: thỏa thuận này đã gây tranh cãi vì nó cho phép Lực lượng Hoa Kỳ tại Nhật Bản duy trì các căn cứ ở Okinawa sau khi hồi hương. Okinawa chính thức được trao trả cho Nhật Bản vào ngày 15 tháng 5 năm 1972, cũng bao gồm Quần đảo Senkaku (còn được gọi là Quần đảo Điếu Ngư ở Trung Quốc và là đối tượng tranh chấp chủ quyền Trung-Nhật kể từ năm 1971; xem Tranh chấp quần đảo Senkaku).

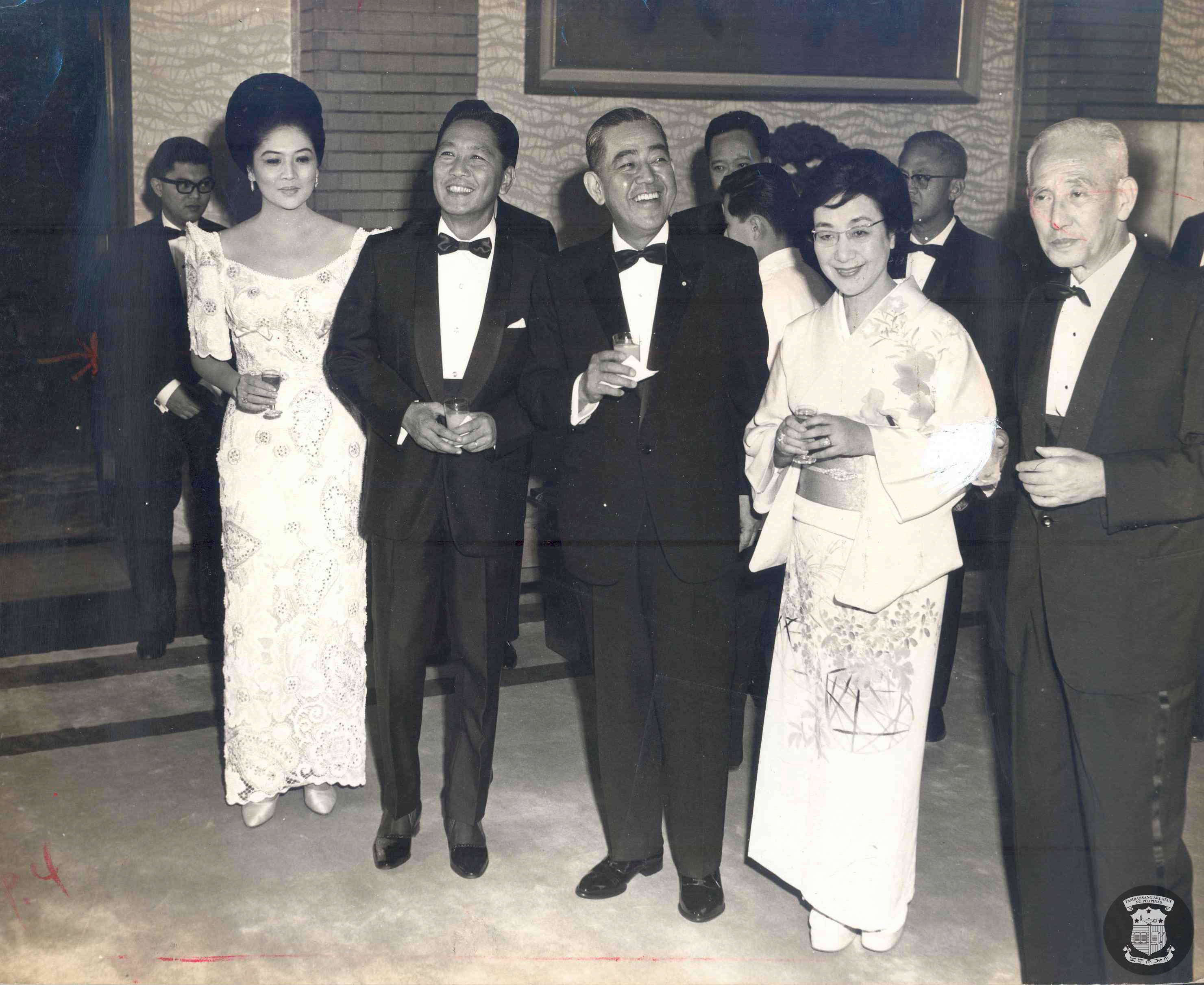
Satō và vợ với Ferdinand và Imelda Marcos

### Quan hệ với Đông Nam Á
Trong nhiệm kỳ của Satō, Nhật Bản đã tham gia thành lập Ngân hàng Phát triển Châu Á vào năm 1966 và tổ chức một hội nghị cấp bộ trưởng về phát triển kinh tế Đông Nam Á. Đây là hội nghị quốc tế đầu tiên được chính phủ Nhật Bản tài trợ trong thời kỳ hậu chiến. Năm 1967, ông cũng là Thủ tướng Nhật Bản đầu tiên đến thăm Singapore. Ông chủ yếu ủng hộ chính phủ Việt Nam Cộng hòa trong suốt Chiến tranh Việt Nam. Nhưng chỉ 1 năm sau khi ông rời chức vụ, Thủ tướng kế nhiệm của ông là Tanaka Kakuei đã cắt đứt quan hệ ngoại giao với Việt Nam Cộng hòa và thiết lập quan hệ ngoại giao với Việt Nam Dân chủ Cộng hòa sau Hiệp định Paris.

### Chính trường Nhật Bản
Liên quan đến cuộc bầu cử lần thứ tư làm chủ tịch Đảng Dân chủ Tự do vào năm 1970, trong nội bộ đảng có những lo ngại về việc kéo dài chính phủ và có tiếng nói kêu gọi nhượng bộ Fukuda Takeo, người đang có ý định từ chức. Tuy nhiên, ý định của Tanaka, người muốn câu giờ để giành quyền kiểm soát phe Sato đồng thời hướng tới mục tiêu trở thành chủ tịch tiếp theo, và Shojiro Kawashima, phó chủ tịch đã chia tay phe Kishi cũ vì "sự căm ghét Fukuda". " trùng hợp, Kawashima và Hashimoto Tomisaburo và những người khác đề nghị Sato, người đang cân nhắc việc từ chức thủ tướng, nên được bầu vào nhiệm kỳ thứ tư, và họ đã vận động mạnh mẽ cho nhiệm kỳ thứ tư. Sato đã đánh bại Takeo Miki và giành được nhiệm kỳ thứ tư với tư cách là chủ tịch Đảng Dân chủ Tự do, với mục đích "tạo ra con đường cho sự trở lại của Okinawa". Nhận xét của Koichi Hamada tại đại hội đảng ngay sau cuộc bầu cử thứ tư của ông, "Cho đến hôm qua, chúng tôi vẫn ủng hộ chính quyền Sato, nhưng từ hôm nay trở đi, mọi chuyện sẽ khác". Nó đã trở thành huyền thoại.

### Tranh cãi trong vấn đề ngoại giao
Ngoài ra, về mặt đối ngoại, việc ông ủng hộ ném bom Triều Tiên trong chiến tranh Việt Nam đã vấp phải sự phản đối gay gắt của các nhóm cánh tả, thậm chí còn dẫn đến vụ tự thiêu trước dinh thủ tướng vào tháng 11 năm 1967. Tại Liên hợp quốc, Hoa Kỳ đã thông qua "Nghị quyết đại diện kép" và "Nghị quyết các vấn đề quan trọng" ủng hộ việc gia nhập Cộng hòa Nhân dân Trung Hoa và trở thành thành viên thường trực trong Hội đồng Bảo an Liên hợp quốc, nhưng phản đối việc trục xuất. Ông cùng đề xuất nghị quyết với Ngoại trưởng Fukuda Takeo và phản đối nghị quyết Albania, dẫn đến phản ứng dữ dội từ các đảng đối lập và phe phái thân Trung Quốc trong Đảng Dân chủ Tự do. sẵn sàng cắt đứt quan hệ với Đài Loan... Một số thành viên trẻ thân Trung Quốc, trong đó có Kōno Yōhei và Seiichi Tagawa, vắng mặt trong nghị quyết bất tín nhiệm. Tuy nhiên, với việc Nghị quyết Albania được thông qua, Bài phát biểu về Chính sách của Chính phủ vào tháng 1 năm 1972 đã tuyên bố: "Thừa nhận rằng Trung Quốc là một, chúng tôi sẽ tiếp tục hợp tác chặt chẽ với các chính phủ để bình thường hóa quan hệ với chính phủ Cộng hòa Nhân dân Trung Hoa". Điều khẩn cấp là chúng ta phải bắt đầu đàm phán về vấn đề Trung Quốc," và bày tỏ ý định bình thường hóa quan hệ ngoại giao với Cộng hòa Nhân dân Trung Hoa. Ông cử một phái viên bí mật đến Hồng Kông và gửi một lá thư riêng cho Thủ tướng Trung Quốc Chu Ân Lai, bày tỏ mong muốn được đến thăm Bắc Kinh. Hơn nữa, khi nghị quyết Albania được thông qua, Tổng thư ký Đảng Dân chủ Tự do Hori Shigeru, người được mệnh danh là "lãnh tụ lớn của phe Sato", đã giao một lá thư cho Thống đốc Tokyo Minobe Ryokichi, người đang thăm Trung Quốc, nhưng Chu Ân Lai phản đối nghị quyết này và bác bỏ nó vì không tin tưởng vào chính quyền Sato.

### Từ chức
Ông tổ chức một cuộc họp báo tuyên bố từ chức vào ngày 17 tháng 6 năm 1972, một ngày sau khi phiên họp thường kỳ lần thứ 68 của Quốc hội kết thúc. Lúc đầu, Satō nói, "Máy quay TV ở đâu? Máy quay TV...Tôi không biết liệu bạn có thể cho tôi biết đài NHK ở đâu, nơi nào như vậy không. Đó là những gì chúng ta đã nói hôm nay. Tôi đã nói chuyện với báo chí." phóng viên. Điều đó không đúng. Tôi muốn nói chuyện trực tiếp với người dân. Khi nói đến báo chí, khi nói đến văn bản, (ý định thực sự) là khác nhau. Thật không may...đó là lý do tại sao báo chí, như tôi đã nói trước đó, lại thiên vị "Tôi ghét những tờ báo này. Tôi ghét chúng. Tôi muốn nói chuyện trực tiếp với người dân. Chúng ta hãy thử lại. (Các phóng viên) xin hãy về nhà", ông nói. Lúc đầu, các phóng viên tưởng đó là trò đùa và cười lớn nhưng Satō đã được đưa thẳng vào lại văn phòng Thủ tướng.
Sau đó, với sự thuyết phục của Takeshita Noboru, người cũng có mặt với tư cách là Chánh văn phòng Nội các, Sato quay trở lại phòng họp báo. Như thể không có chuyện gì xảy ra, Sato bắt đầu nói: "Vậy thì hôm nay xin gửi đến người dân Nhật Bản...", nhưng một phóng viên báo chí phản đối đã ngắt lời ông và nói: `"Thủ tướng, trước đó...", Sato nói, "Thưa ông, tôi tuyệt đối không thể tha thứ cho điều này", ông phản đối. Sato đập bàn và tuyên bố: "Xin hãy rời đi. Tôi không quan tâm", và phóng viên phản đối đã trả lời: "Vậy thì hãy rời đi." Shigeki Kishii của Mainichi Shimbun gọi các phóng viên tờ báo khác, "Ra ngoài thôi!" và tất cả các phóng viên rời đi.
Ấn bản buổi tối của The Asahi Shimbun ngày hôm đó đã tóm tắt sự việc bằng câu nói như sau: "...Thủ tướng đang nói chuyện một mình với một chiếc máy im lặng (máy quay TV) trong phòng báo chí trống rỗng của dinh thự chính thức của Thủ tướng." Việc một tờ báo quốc gia viết rằng thủ tướng lúc đó "nói chuyện một mình" là điều chưa từng có.
Theo Takeshita, Sato đã cố gắng đạt được sự đồng ý trước của câu lạc bộ báo chí và sắp xếp một cuộc họp báo chỉ trên truyền hình, đồng thời tiếp cận các giám đốc điều hành câu lạc bộ báo chí thông qua thư ký của mình. Tuy nhiên, đã xảy ra sự hiểu lầm, dù phía câu lạc bộ báo chí đã thống nhất Sato sẽ biểu diễn solo trên truyền hình nhưng họ không chấp nhận điều đó đồng nghĩa với việc phóng viên sẽ không thể tham dự buổi họp báo nên cũng coi như lời chia tay cuối cùng. Tôi quyết định tham dự cuộc họp. Kết quả là tại bàn ăn vào ngày diễn ra sự việc, Sato đã tức giận và nói rằng câu chuyện đã khác, và các phóng viên đến tiễn anh cũng tức giận và phải rời đi. Trong cuốn sách "Trong ánh sáng của thời gian", Asari Keita, người sáng lập Công ty Nhà hát Shiki, đã khuyên Sato, "Tại sao ông không nói chuyện với mọi người trên TV chỉ một lần khi ông từ chức". họp báo?" Ông tiết lộ rằng Sato không chịu trách nhiệm về kết quả, nói rằng, "Tôi chịu trách nhiệm về 50%, và Takeshita Noboru, Chánh văn phòng Nội các vào thời điểm đó, chịu trách nhiệm về 50% còn lại."
Gần 3 tuần sau khi ông tuyên bố từ chức, Satō Eisaku chính thức rời nhiệm sở vào ngày 7 tháng 7 năm 1972. Bộ trưởng Thương mại Quốc tế và Công nghiệp Tanaka Kakuei kế nhiệm ông trở thành Thủ tướng Nhật Bản được mệnh danh là Shogun bóng tối, ông Tanaka đã lãnh đạo phe phái lớn nhất trong Đảng LDP kế thừa từ Satō cho đến khi Takeshita Noboru trở thành Thủ tướng.

## Giải Nobel Hòa bình

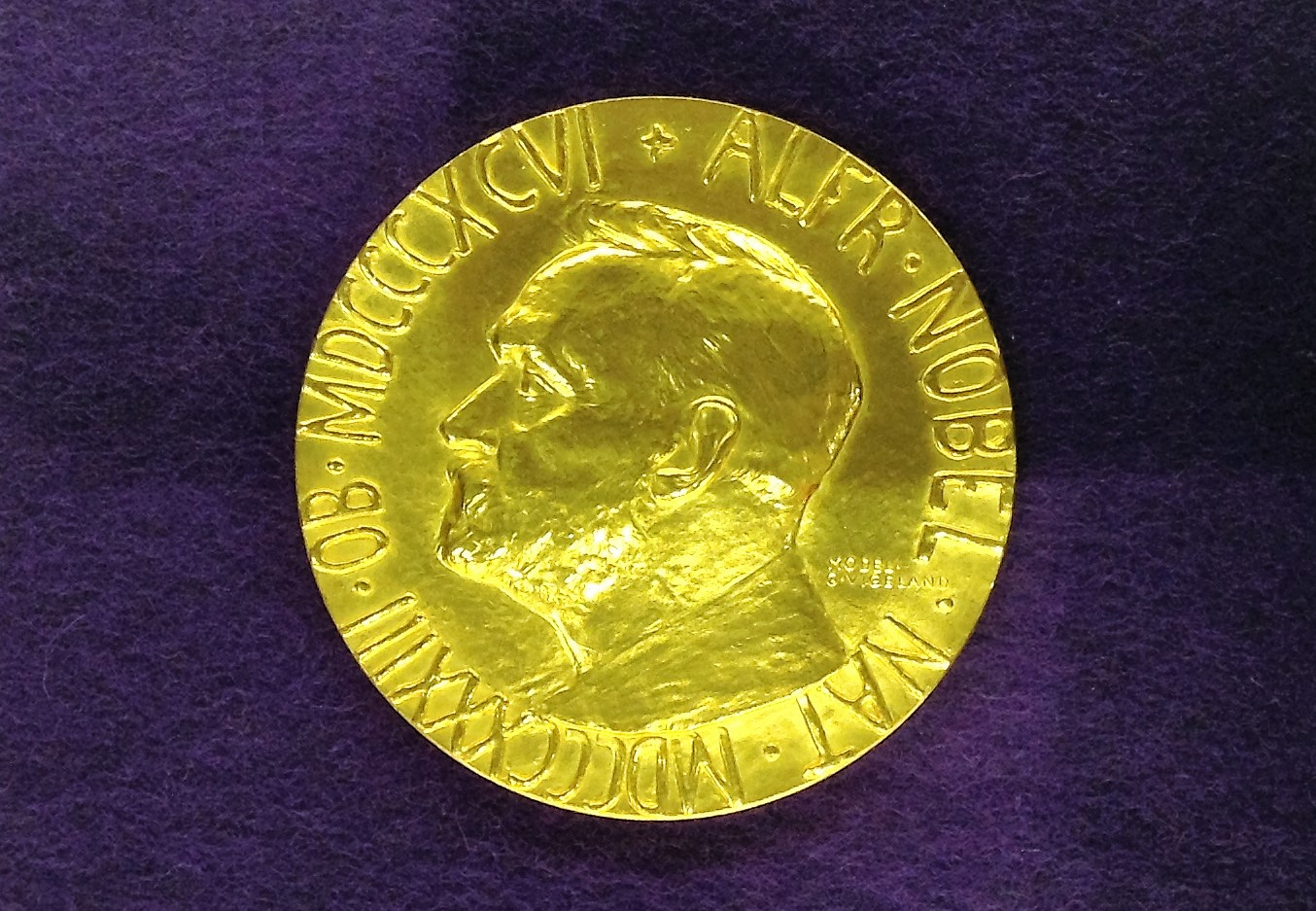
Huy chương Nobel Hòa bình được trao cho Satō Eisaku năm 1974

Vào cuối mùa thu năm 1974, khi vấn đề Tanaka Kinpei bắt đầu trở thành chủ đề nóng thì Satō Eisaku đã được trao giải Giải Nobel Hòa bình cùng với Seán MacBride. Satō được trao vì đại diện cho ý chí hòa bình của người dân Nhật Bản và vì đã ký Hiệp ước Không phổ biến vũ khí hạt nhân vào năm 1970 và ông cũng là người đề ra ba nguyên tắc phi hạt nhân trước đó năm 1968. Số tiền thưởng giải Nobel đã được quyên góp cho Đại học Liên Hợp Quốc với mục đích góp phần cải thiện hòa bình và phúc lợi thế giới bằng cách hợp tác với sự phát triển của Đại học Liên hợp quốc, được thành lập trực thuộc Liên hợp quốc. Satō là người Nhật Bản đầu tiên và cũng là người châu Á đầu tiên nhận giải Nobel Hòa bình. (Năm 1973, nhà ngoại giao Việt Nam Lê Đức Thọ đã trở thành người châu Á đầu tiên đoạt giải, nhưng ông Thọ đã từ chối với lý do hòa bình chưa thật sự lặp lại tại Việt Nam.
)

## Qua đời và quốc tang
Ngày 19 tháng 5 năm 1975, trong một bữa tiệc với những người thuộc giới chính trị và kinh doanh tại Shinkiraku, một nhà hàng Nhật Bản ở Tsukiji, Satō đứng dậy đi vệ sinh, ngã nghiêng và ngay lập tức bắt đầu ngáy. Bác sĩ điều trị của ông, một giáo sư tại Đại học Y Jikei, và một nhà tư vấn danh dự tại Bệnh viện Toranomon ngay lập tức chạy đến và đưa ông bệnh viện. Sau khi quan sát tình trạng của ông tại Shinkiraku trong bốn ngày, ông được chuyển đến Bệnh viện Đại học Tokyo Jikei ở phường Minato, nhưng ông vẫn hôn mê không bao giờ tỉnh lại. Đến ngày 3 tháng 6, ông qua đời lúc 0:55 tại Trung tâm Y tế Đại học Jikei sau hơn 2 tuần hôn mê, hưởng thọ 74 tuổi. Ông mất do bị xuất huyết não, đột quỵ nặng dẫn đến hôn mê. Sau khi Satō qua đời, ông được truy tặng Vòng cổ Huân chương Hoa cúc, là Huân chương vinh dự cao nhất trong hệ thống danh hiệu của Nhật Bản.
Ngày 16 tháng 6, lễ quốc tang của Satō Eisaku được Chính phủ Nhật Bản tổ chức tại Võ đạo quán với sự tham gia đông đảo của các vị quan chức Nhật Bản và khách quốc tế. Trưởng ban lễ tang là Miki Takeo, lúc đó là Thủ tướng, và phó Trưởng ban lễ tang là phó Thủ tướng Fukuda Takeo. Người đại diện của gia đình phát biểu trong lễ quốc tang là anh họ của ông, cựu Thủ tướng Kishi Nobusuke. Sau lễ quốc tang, tro cốt của ông được chôn cất tại nghĩa trang gia đình tại Tabuse.

## Đời tư

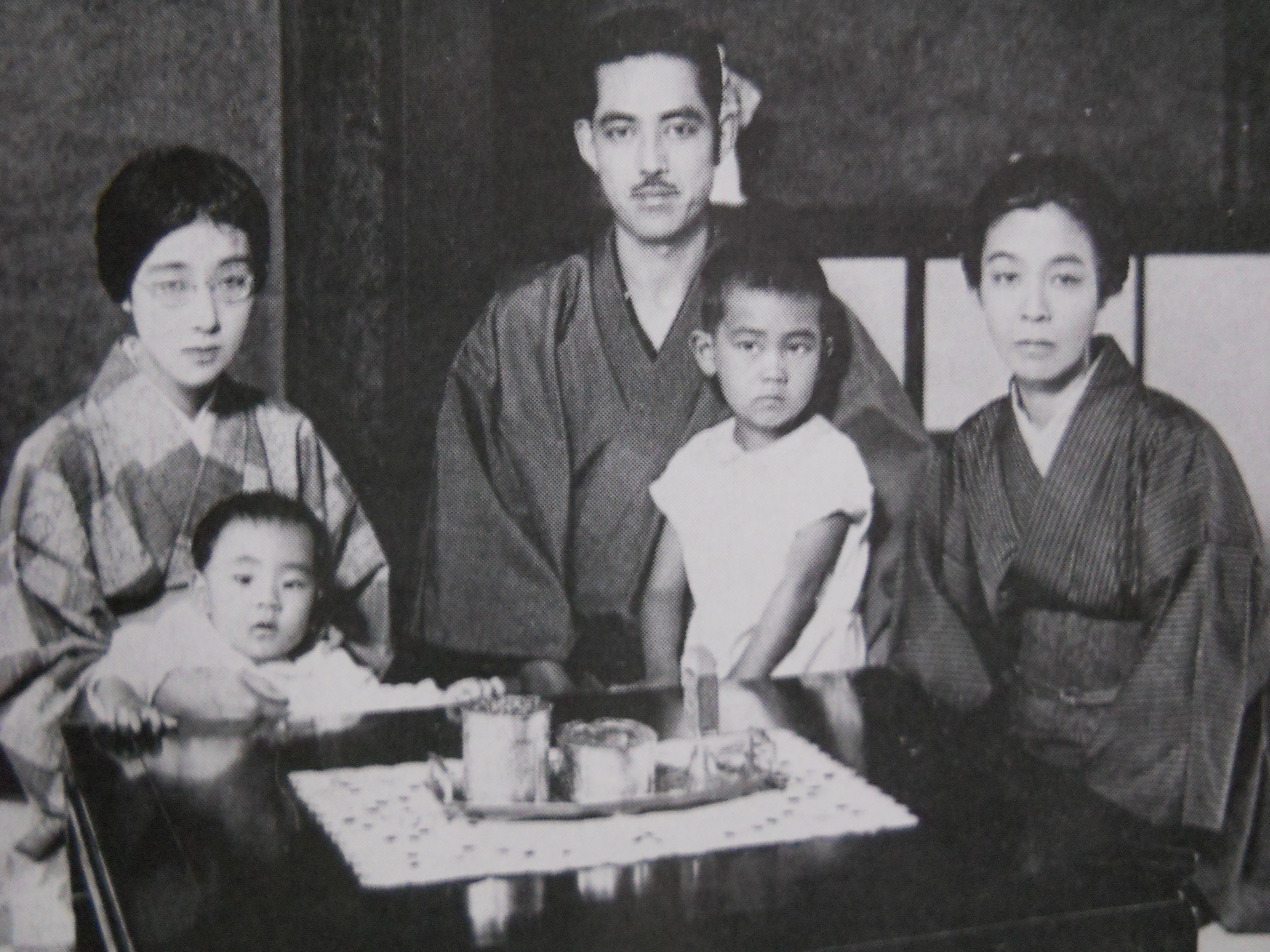
Từ trái qua - Hiroko, Shinji, Eisaku, Ryutaro, & Fujieda (Matsuoka), 1931

Satō đã cưới Matsuoka Hiroko (松岡 寛子 5 tháng 1 năm 1907 – 16 tháng 4 năm 1987) vào năm 1926 và có hai con trai, Ryūtarō và Shinji. Cha của Satō Hiroko, Matsusuke, là chú ruột của Eisaku. Sau khi Matsusuke qua đời năm 1911, Hiroko được chú ngoại, nhà ngoại giao Matsuoka Yōsuke nuôi dưỡng. Con trai của họ, Shinji, theo cha tham gia chính trường, phục vụ ở cả hai viện và giữ chức bộ trưởng nội các. Con rể của Shinji, Adachi Masashi, hiện đang phục vụ trong Chúng nghị viện, và trước đây làm phụ tá cho anh họ vợ, cháu trai của Eisaku, Abe Shinzō.
Trong cuộc phỏng vấn của tờ Nhật báo Shukan Asahi năm 1969 với tiểu thuyết gia Endō Shūsaku, Hiroko cáo buộc Satō là vô đạo đức và kẻ đánh vợ. Sở thích của anh ấy bao gồm chơi gôn, câu cá và trà đạo Nhật Bản. Cả Kishi Nobusuke (anh họ ông) và Abe Shinzō (cháu họ ông) đều là thủ tướng.

## Các ghi chú
1. ↑  Feilier. Learning to Bow. Page 80
2. ↑  MacMillan. Nixon and Mao: The Week that Changed the World
3. ↑  "Imagine This: Japan Builds Nuclear Weapons". ngày 25 tháng 5 năm 2019.
4. ↑  "Editorial: The U.S. nuclear umbrella, past and future". Bản gốc lưu trữ ngày 19 tháng 1 năm 2021. Truy cập ngày 9 tháng 1 năm 2011.
5. ↑  "Document on secret Japan-U.S. nuclear pact kept by ex-PM Sato's family". Bản gốc lưu trữ ngày 17 tháng 10 năm 2018. Truy cập ngày 9 tháng 1 năm 2011.
6. ↑  Ambrose. The Rise to Globalism. Page 235
7. ↑  Hoshiro, Hiroyuki (ngày 7 tháng 5 năm 2007). "Postwar Japanese and Southeast Asian History - A New Viewpoint". Research and Information Center for Asian Studies. Truy cập ngày 6 tháng 1 năm 2013.
8. ↑  "Eisaku Sato". Nobel Prize. The Norwegian Nobel Institute. Truy cập ngày 21 tháng 1 năm 2015.
9. ↑  Pace, Eric (ngày 14 tháng 10 năm 1990). "Le Duc Tho, Top Hanoi Aide, Dies at 79". The New York Times. Truy cập ngày 21 tháng 10 năm 2013.
10. ↑  "The Wife Tells All". Time. ngày 10 tháng 1 năm 1969. Bản gốc lưu trữ ngày 17 tháng 12 năm 2007. Truy cập ngày 6 tháng 1 năm 2013.
11. ↑  "1986 dual elections offer clue to Abe's plans".